# Dieter Philipp (Diplomat)
Dieter Philipp (* 22. Januar 1938 in Liegau-Augustusbad, heute Stadtteil von Radeberg) ist ein ehemaliger deutscher Diplomat. Er war Botschafter der DDR in Sri Lanka und auf den Malediven. 

## Leben
Nach dem Abitur studierte Philipp von 1958 bis 1964 am Institut für Internationale Beziehungen in Moskau. Sein Studium schloss er als Diplomstaatswissenschaftler ab. 
Er trat 1964 in den diplomatischen Dienst der DDR und wurde Mitarbeiter des Ministeriums für Auswärtige Angelegenheiten der DDR (MfAA). 1965/1966 wirkte er als Attaché an der Gesandtschaft in Belgrad. Von 1966 bis 1968 war er Vizekonsul am Generalkonsulat in Birma, von 1968 bis 1970 Mitarbeiter der Regionalvertretung Bombay der DDR-Handelsvertretung in Indien. Zwischen 1972 und 1974 fungierte er als Zweiter Sekretär an der Botschaft in Dhaka (Bangladesch).  Von 1975 bis 1978 war er Sektorenleiter für Pakistan und Bangladesch im MfAA. Von 1978 bis 1981 war er Botschaftsrat und Stellvertreter des Leiters der Botschaft in der libyschen Hauptstadt Tripolis. Ab September 1981 war er Botschafter der DDR in Colombo und ab Januar 1982 zusätzlich Botschafter auf den Malediven. Im Juli 1986 wurde er verabschiedet. Von 1987 bis 1990 war er als Sektorenleiter für Indien und Nepal erneut in der Abteilung Süd- und Südostasien des MfAA tätig. 
Philipp war Mitglied der SED.

## Werke
- (zusammen mit Dietrich Jarck und Dieter Knöfel): Beziehungen zwischen der Deutschen Demokratischen Republik und der DVR Laos. In: Botschaft der Bundesrepublik Deutschland in Laos (Hrsg.): Laos – Deutschland. 50 Jahre diplomatische Beziehungen (1958–2008).